# Isidro Ros
Isidro Ros Ríos (ur. 6 listopada 1995 w Las Torres de Cotillas) – hiszpański piłkarz występujący na pozycji pomocnika w AD Alcorcón.